# Cercle des jeunes démocrates marocains
 (mai 2016).
Améliorez-le ou discutez des points à vérifier. 
 (novembre 2015).
 (avril 2024).
Si vous disposez d'ouvrages ou d'articles de référence ou si vous connaissez des sites web de qualité traitant du thème abordé ici, merci de compléter l'article en donnant les références utiles à sa vérifiabilité et en les liant à la section « Notes et références ».
Le Cercle des jeunes démocrates marocains (le Cercle) (CJDM) (arabe : رابطة الشباب الديمقراطيين المغاربة) est une association créée en 2008.

## Objet du Cercle
Le Cercle des jeunes démocrates marocains a pour objet :
- Contribuer à la consolidation du projet de société moderne et démocratique à travers la promotion de la culture des droits humains et de la démocratie et l'attachement aux valeurs fondatrices de l’identité nationale authentique, plurielle et ouverte sur les valeurs universelles ;

- D’œuvrer à la promotion des valeurs de citoyenneté en faveur du développement économique et social tant des populations que des différentes régions du Royaume ;

- D’aider financièrement ou par tout autre moyen les initiatives individuelles ou collectives ayant un caractère d’intérêt général en rapport avec les domaines précités ;

- Entreprendre tous projets et démarches dans l’intérêt du développement économiques et social notamment en mettant en place des partenariats structurants avec les différents organismes et institutions nationaux et internationaux quels que soient leurs domaines d’activité et leurs natures juridiques.

## Les sections
Le Cercle a des représentations dans dix régions du Royaume du Maroc, trois au niveau international et une section Lycée.

### Les sections nationales
- Secrion de Paris (France) : www.cjdm-fr.org / www.cjdm-paris.org
- Section de la région de Rabat-Salé-Zemmour-Zaër.
- Section de la région du Grand Casablanca.
- Section de la région de Fès-Boulemane.
- Section de la région de l'Oriental.
- Section de la région de Tadla-Azilal.
- Section de la région de Taza-Al Hoceima-Taounate.
- Section de la région de Laâyoune-Boujdour-Sakia El Hamra.
- Section de la région de Doukkala-Abda.
- Section de la région de Guelmim-Es Smara
- Section de la région de Tanger-Tétouan

### Les sections internationales
- Section de Paris (www.cjdm-fr.org / www.cjdm-paris.org)
- Section de Toulouse
- Section de Washington, DC

### La section Lycée
La section Lycée du Cercle est une ouverture sur l'ensemble des lycéens marocains souhaitant exprimer leur patriotisme et leur citoyenneté. L'initiative de la section résulte la prise de conscience de l'importance de l'implication des lycéens dans la société.
Éducation, citoyenneté et esprit d'initiative sont les trois grandes valeurs sur lesquelles repose la section Lycée.
Cette dernière, présente dans sept régions du pays, se positionne comme étant le point de départ vers un engagement associatif de la part des lycéens au service d'un Maroc aussi bien actuel que futur.

## Club de Réflexion des Jeunes Démocrates Marocains
Le Club de Réflexion des Jeunes Démocrates Marocains (CRJDM) est un club attaché au bureau national du Cercle des Jeunes Démocrates Marocains.
Il a pour mission de rassembler des étudiants, des économistes, des politiciens, des diplomates et des professionnels de formations diverses, afin de mener une réflexion approfondie et libre sur les enjeux du monde contemporain.
Le Club de Réflexion a comme objectifs :
- Contribuer à la compréhension des grandes tendances du système international et à l'émergence d'une gouvernance responsable et adaptée au rythme de la mondialisation.

- Produire des idées, éclairer la discussion publique, influencer la décision.

- Procéder, ou faire procéder, aux recherches et aux études en matière de relations internationales et politiques économiques, et faciliter en cette matière les travaux de ses membres, et ceux des différents organismes publics ou privés qui ont des objectifs analogues. Ces études font l’objet de rapports qui aident les responsables publics et privés à prendre les décisions les plus adéquates d’ordre conjoncturel ou stratégique.

- Établir ou développer les rapports sur les évènements organisés.

## Réalisations
- Rencontre historique[1] entre le Cercle et la ligue de la jeunesse du Congrès national africain (ANCYL) en marge de la participation du Cercle au 17e Festival mondial de la jeunesse et des étudiants qui s'est déroulé du 13 au 21 décembre 2010 à Pretoria en Afrique du Sud, cette rencontre fut tenue en présence d'éminentes personnalités sud-africaines notamment le ministre de la Jeunesse sud-africain, le vendredi 17 décembre 2010 à Johannesbourg.

- Le Concours des jeunes démocrates.

À l’occasion de la commémoration du 35e anniversaire de la Marche Verte, le Cercle a organisé un concours de courts métrages, reportages ou animations sur le thème de la Marche Verte.
- Expo-photos : Le Maroc entre deux Marches[2].

Exposition de photographies montée dans une tente traditionnelle reflétant le patrimoine Hassani à la place Mahaj Riad à Rabat, regroupe des photographies qui retracent les différentes étapes traversées par les participants à la Marche Verte, cette exposition qui s'est déroulée du 1er au 7 novembre 2010 est placée sous le Haut patronage de S.M. le Roi Mohammed VI.
- Conférence sous le thème : L'appel du 3 septembre 1939.

- La coupe des jeunes démocrates, édition 2010[3].

Tournoi de football organisé du 15 août au 8 septembre 2010 au sein du quartier Laâyayda à Salé, en partenariat avec un groupement des associations locales.
- L'appel de toute une génération.

- Les Cafés Politiques.

## Le plus grand drapeau du monde

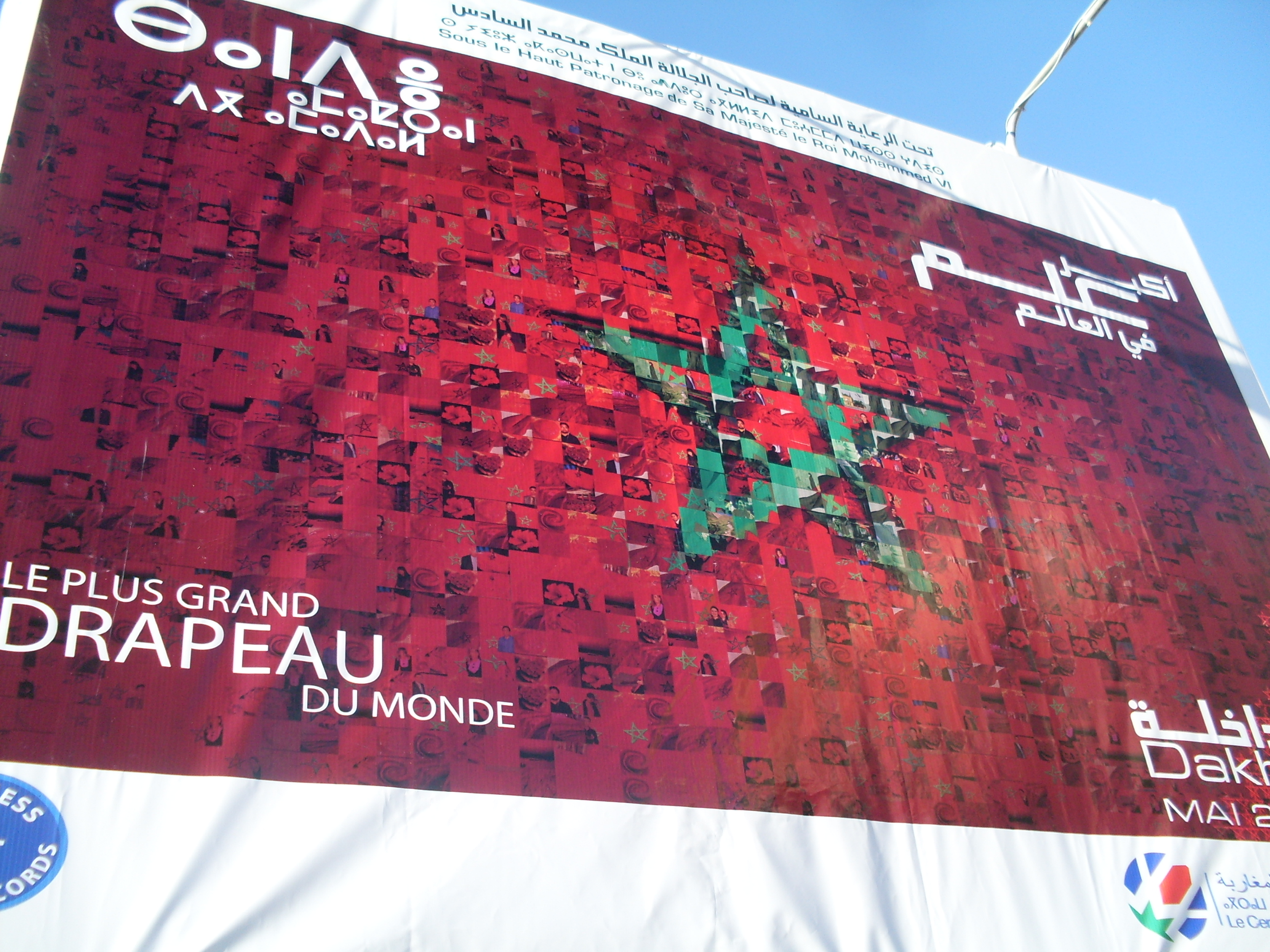
Affiche, le plus grand drapeau du monde, Dakhla

Le 8 mai 2010, le Cercle des jeunes démocrates marocains a réalisé le plus grand drapeau du monde dans la ville de Dakhla. Le drapeau mesurait 60 409,78 m2 et pesait 20 tonnes de tissu. Ce record, détenu jusqu'en octobre 2010, a été certifié par un comité du Guinness World Record. L'évènement a été organisé sous le haut patronage du roi Mohammed VI.

## Le Cercle et le Mouvement pour Tous les Démocrates
Le Cercle s'inscrit dans le projet entamé l'an 2008 par le Mouvement pour Tous les Démocrates (MTD), mouvement qui regroupe des citoyens et des citoyennes de divers horizons socioculturels, intellectuels et professionnels, et ayant différentes sensibilités politiques et associatives.
Partant des conclusions de leurs échanges, convaincus de la nécessité d’agir pour sauvegarder mais aussi consolider les acquis et les réalisations du Maroc en matière de démocratisation et de développement ;
Conscients par ailleurs du déficit de mobilisation des élites nationales dans l’encadrement des citoyens et dans l'encouragement de la participation de ceux-ci à la construction de leur avenir ;
Conscients de l’ampleur des défis et des responsabilités qui incombent à tous, État et société ;
Les participants à ce mouvement se sont résolument engagés à œuvrer pour l’émergence d’un élan démocratique rénové ;
Ils réaffirment leur conviction profonde quant à la nécessité de dépasser les attitudes de démission et de passivité, et d’œuvrer avec volontarisme pour le renforcement de l’engagement responsable face aux attentes des citoyens et aux grands défis de la Nation.
Les participants affirment avec force la nécessité d’une initiative nationale ouverte à tous les démocrates, indépendamment de leurs appartenances partisanes, celle d’un mouvement, dont les fondamentaux de la Nation Marocaine sont le socle, les valeurs démocratiques sont la référence, les constituants de l'identité plurielle et de l'authenticité marocaine sont le crédo et dont la modernité est à l’horizon. Une initiative qui adopte le langage du réalisme et le souci de proximité comme principes d’action. Une initiative pour un mouvement pour tous les démocrates.
Ainsi le Cercle prétend être la jeunesse du MTD, son objectif phare est d'être une jeunesse active, travaillant avec ce mouvement pour apporter du renouveau au Maroc.